# Observatori Lick

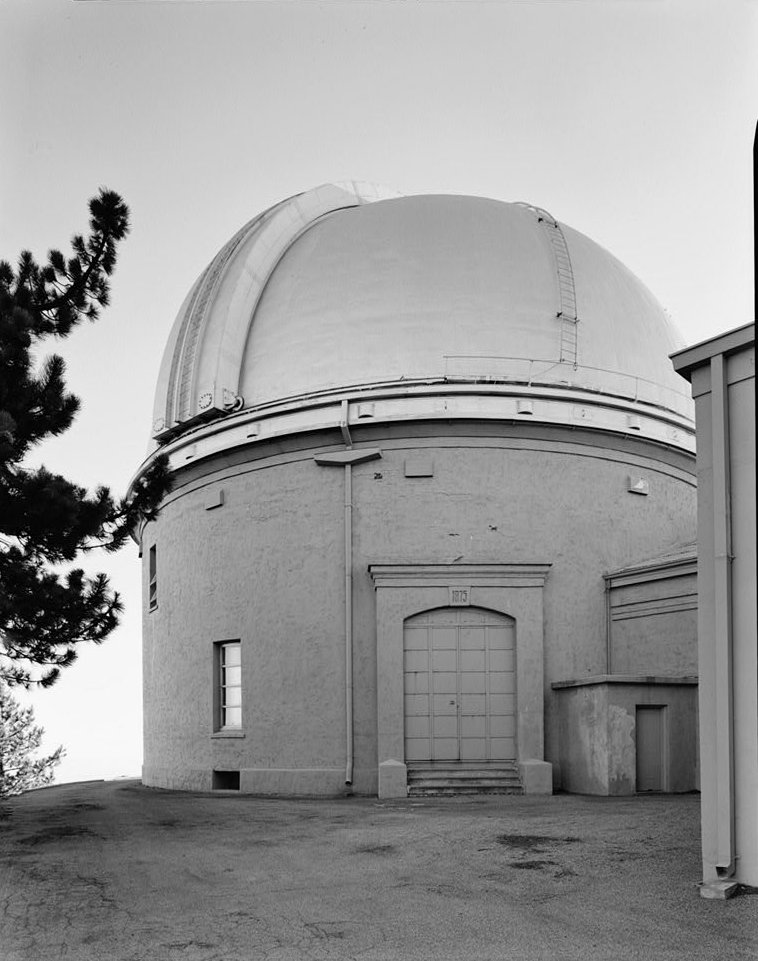
Observatori Lick

L'Observatori Lick és un observatori astronòmic depenent de la Universitat de Califòrnia i a dalt del turó Mont Hamilton, a 1300 msnm d'altitud i a pocs kilòmetres de la ciutat de San José (Califòrnia). L'observatori es dirigeix des d'un centre d'investigació a Santa Cruz on es desplaçà la major part del personal científic a mitjans dels 1960.

## Història

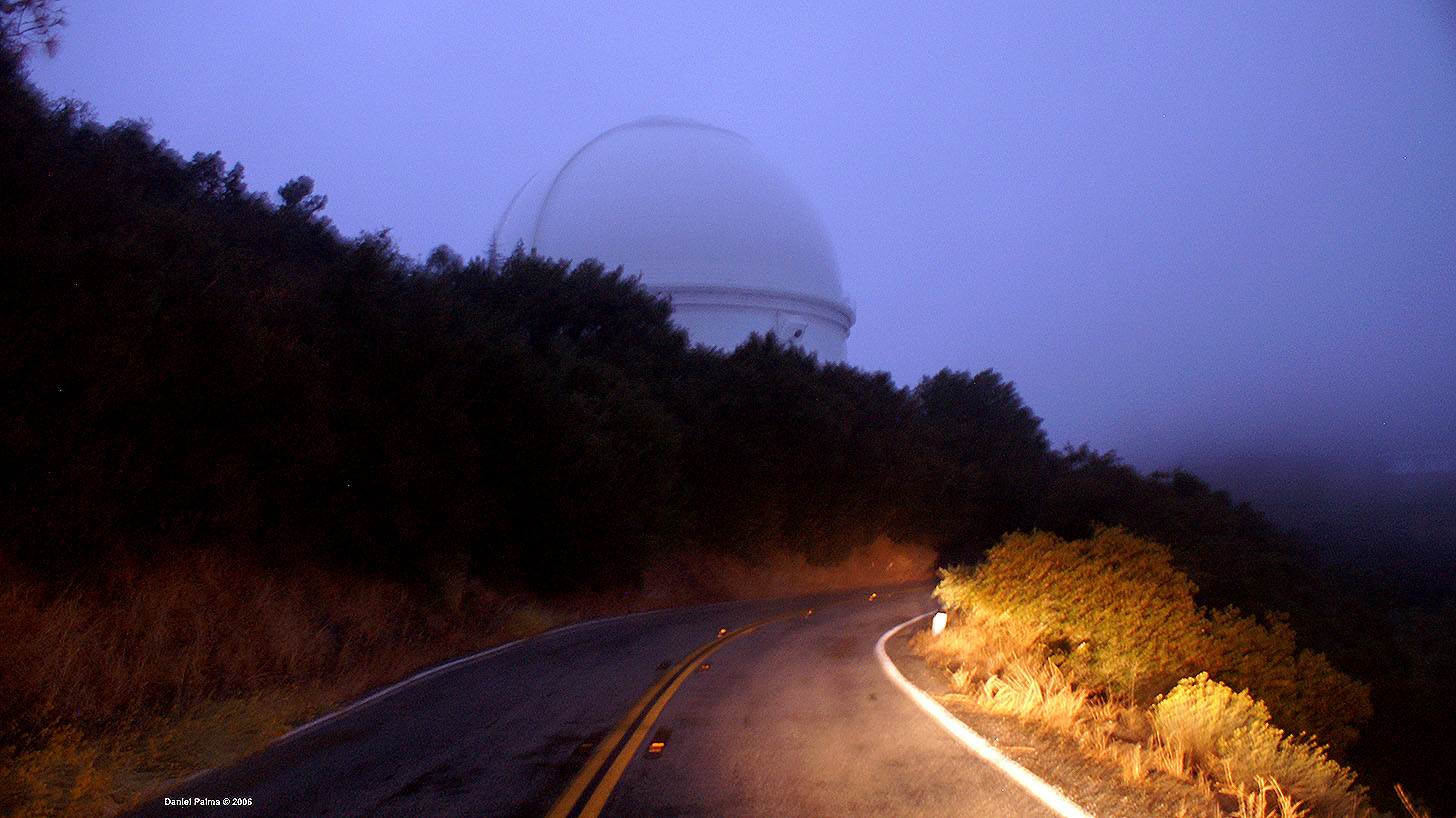
L'Observatori Lick al vespre des de la ruta 130, Comtat de Santa Clara, Califòrnia. Foto: Daniel Palma. 4 d'octubre de 2006

L'observatori Lick fou fundat el 1888 gràcies a una donació del mil·lionari James Lick, qui havia arribat a posseir una fortuna amb béns d'arrel durant la febre d'or a Califòrnia el 1849. El 1874 anuncià la seva intenció de donar-ne 700.000 dòlars per la fundació d'un observatori astronòmic, amb el qual perpetuar el seu nom. Lick va morir el 1887 abans de veure construït el centre i el seu cos fou enterrat al lloc en què aquest es construiria més tard, existint una placa que commemora tal fet. El primer director de l'observatori fou Edward Singleton Holden.
El telescopi principal de l'observatori era un telescopi refractor de 91cm de diàmetre inaugurat el 3 de gener de 1888, el més gran del món fins a la construcció del telescopi refractor de l'Observatori Yerkes el 1897: les lents d'ambdós instruments foren polides per la firma nord-americana Alvan Clark and Sons, concretament per Alvan Graham Clark. L'abril d'aquell any s'iniciaren els treballs d'investigació convertint-se en el primer telescopi del món situat en una alta muntanya i permanentment ocupat.
Gràcies a la potència del seu telescopi Edward Barnard va poder descobrir visualment, el 1892, la cinquena lluna de Júpiter; també s'arribà a observar cràters sobre Mart, però no s'atreví a publicar aquest descobriment per por al ridícul.
El 1895 seria descobert el satèl·lit fosc de l'estel Proció, un nan blanc de magnitud 13.
Als anys 1970 l'augment de la contaminació de l'àrea associat amb l'activitat industrial del proper Silicon Valley i la contaminació lumínica creixent de la ciutat de San José començaren a disminuir la qualitat de les observacions de l'observatori. Tot i que es considerà la possibilitat de desplaçar la major part dels telescopis a un lloc alternatiu, la falta de fons necessaris varen impedir tal solució. Finalment, als anys 1980, es començà un programa d'instal·lació de llums de sodi de baix nivell de contaminació lumínica. El resultat fou que el cim del Mont Hamilton continués essent un lloc viable per la major part de les instal·lacions de l'observatori.